# زیتا گوروگ
زیتا گوروگ (مجاری: Zita Görög) بازیگر و مدل اهل مجارستان است.
از فیلم‌هایی که وی در آن‌ها نقش داشته است، می‌توان به دنیای مردگان: جنگ‌های خونین، دنیای مردگان: تکامل، ۸میلی‌متری ۲ و دنیای مردگان اشاره نمود.